# Honduras-Gelbschulterfledermaus
Die Honduras-Gelbschulterfledermaus (Sturnira hondurensis) zählt zur Fledermausfamilie der Blattnasen. Das Verbreitungsgebiet der Art beschränkt sich nicht nur auf Honduras, wie der deutsche Trivialname es vermuten lassen könnte, sondern erstreckt sich auch über das südliche Nordamerika und über Teile Mittelamerikas. Die Population galt längere Zeit als eine Unterart oder ein Synonym der Hochland-Gelbschulterfledermaus (Sturnira ludovici). Aufgrund von Ergebnissen molekularbiologischer Studien erfolgte die Anerkennung als eigenständige Art.

## Merkmale
Erwachsene Exemplare gehören zu den mittelgroßen Vertretern der Gattung der Gelbschulterfledermäuse mit einer Kopf-Rumpf-Länge von 66 bis 70 mm, mit einem Gewicht von 17 bis 23 g, mit 41 bis 45 mm langen Unterarmen, mit 13 bis 16 mm langen Hinterfüßen, sowie mit 12 bis 19 mm langen Ohren. Ein Schwanz ist nicht vorhanden. Das lange Fell der Oberseite besteht aus Haaren, die an der Wurzel und an den Spitzen dunkel sind, während der mittlere Abschnitt hell gelbbraun ist. Es erscheint so graubraun oder gelegentlich orangebraun. Auffällig sind intensiv gefärbte Flecken an den Schultern der Männchen, die orange, ockerfarben oder dunkelgrau sein können. Das graubraune Fell der Unterseite ist hell und besitzt manchmal rosa oder gelbe Tönungen. Das einfache Nasenblatt besteht aus einer runden Grundform und einem skalpellförmigen Aufsatz. Die Schwanzflughaut sowie die körpernahen Bereiche der Flügel sind behaart.

## Verbreitung
Das Verbreitungsgebiet reicht von südlichen Gebieten der Bundesstaaten Sinaloa und Tamaulipas in Mexiko über Guatemala, El Salvador und Honduras bis ins zentrale Nicaragua. Diese Fledermaus lebt im Hügelland und in Gebirgen zwischen 600 und 2000 Meter Höhe. Weiter südlich gefundene Exemplare zählen vermutlich zu anderen Arten. Die Honduras-Gelbschulterfledermaus hält sich vorwiegend in immergrünen Wäldern sowie in Wolken- und Nebelwäldern auf. Bei der Nahrungssuche besucht sie angrenzendes Kulturland.

## Lebensweise
Die Individuen werden kurz nach der Abenddämmerung aktiv und unternehmen pro Nacht mehrere Ausflüge. Die Art frisst verschiedene Früchte, wobei Hedyosmum mexicanum aus der Familie Chloranthaceae bevorzugt wird. Weitere Nahrungspflanzen der Art zählen zu den Gattungen Pfeffer (Piper) und Nachtschatten (Solanum). In der Fortpflanzungszeit jagen Weibchen manchmal Insekten. Vermutlich können sich Weibchen im südlichen Teil des Verbreitungsgebiets mehrmals jährlich paaren. Ein Wurf besteht aus einem Neugeborenen.

## Gefährdung
Diese Art benötigt ursprüngliche Wälder in Teilen ihres Reviers. Die IUCN listet die Honduras-Gelbschulterfledermaus aufgrund einer als stabil eingeschätzten Gesamtpopulation als nicht gefährdet (least concern).